# Antoinette

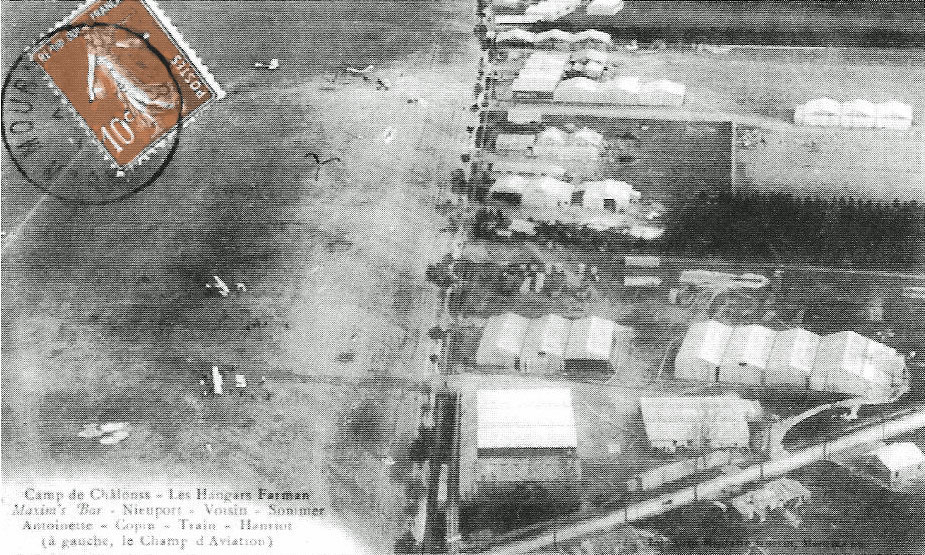
Os angares em Châlons, entre eles os da Antoinette

A Société d'aviation Antoinette, foi uma empresa fabricante de motores leves movidos à gasolina francesa.
A Antoinette também se tornou fabricante de aviões na era pioneira da aviação, período que antecedeu a Primeira Guerra Mundial, mais notadamente por seus monoplanos recordistas pilotados por Hubert Latham e René Labouchère.
Sediada em Puteaux, a Antoinette esteve em operação entre 1903 e 1912.

## Histórico

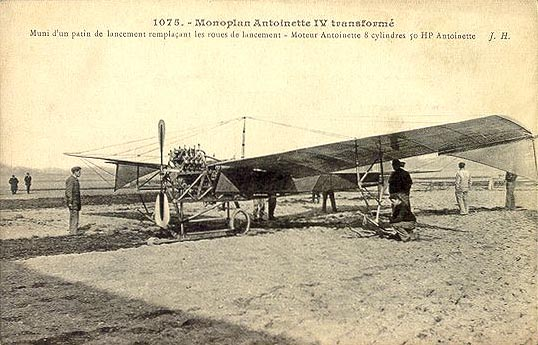
O Antoinette IV.

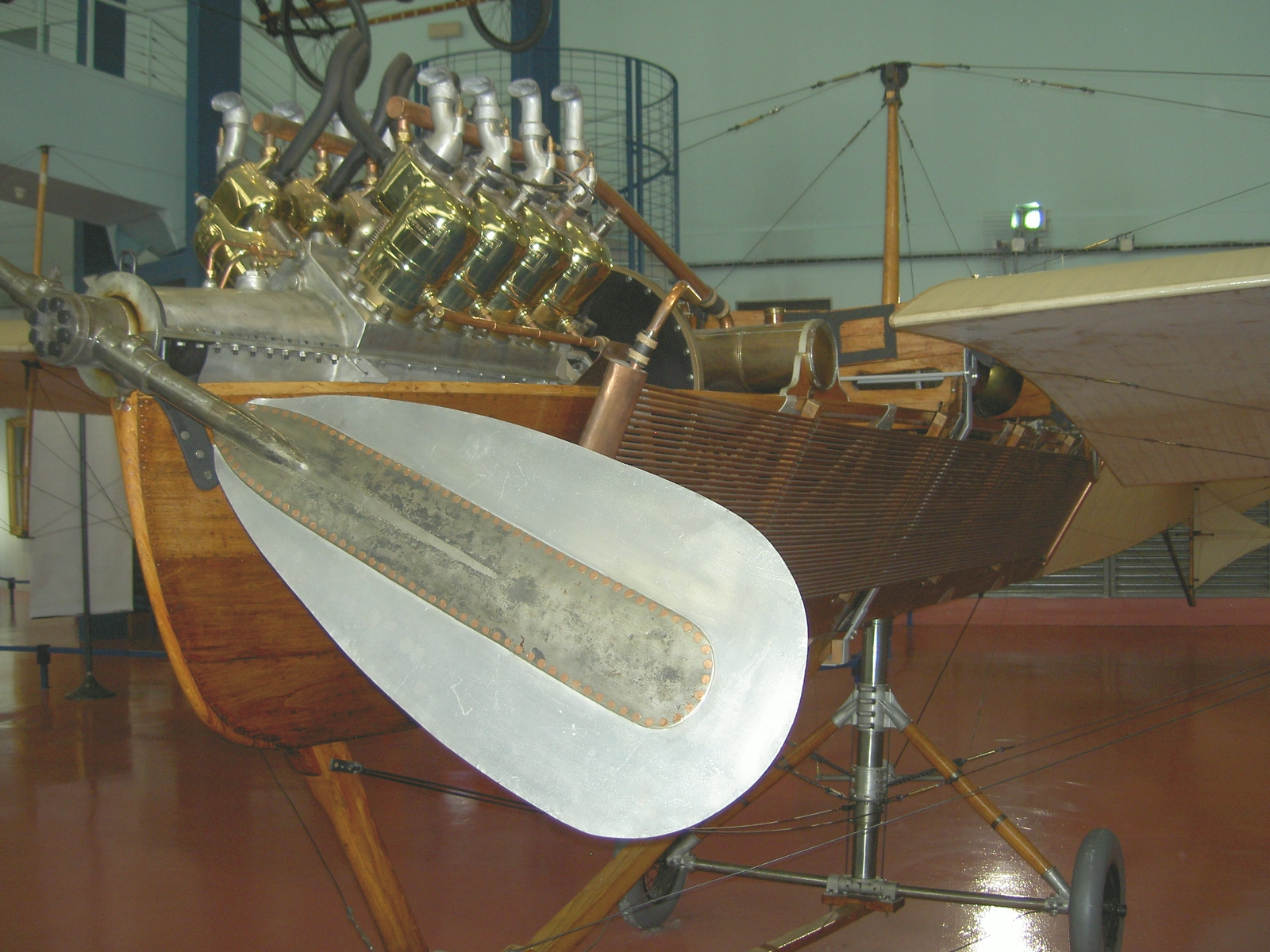
Detalhe do avião Antoinette VII, exibindo o motor V8 Antoinette.

A Antoinette começou como um empreendimento privado liderado pelo engenheiro Léon Levavasseur e financiado por Jules Gastambide, que possuía uma estação geradora de energia na Argélia.[carece de fontes?]
Num feriado com a família de Gastambide em 1902, Levavasseur propôs o desenvolvimento de motores leves e potentes para uso em aeronaves, e que os motores poderiam ser batizados com o nome da irmã de Gastambide, Antoinette.
Gastambide financiou o empreendimento, e Levavasseur patenteou a configuração de motor V8 naquele ano. Já em 1904, a maioria das lanchas vencedoras de competições na Europa estavam equipadas com motores Antoinette. Durante esse período Levavasseur projetou motores em várias configurações, chegando até a trinta e dois cilindros.
A Antoinette teve seu capital integralizado em 1906, com Gastambide como presidentee Levavasseur como diretor técnico. O pioneiro da aviação Louis Blériot era o vice-presidente. Naquele mesmo ano, a Antoinette exibiu um automóvel com um motor V8 de 7,2 litros e 32 hp no Paris Motor Show.
Sendo a venda de motores para fabricantes de aeronaves seu principal negócio, os motores Antoinette foram usados por: Santos Dumont em seu 14 Bis, Paul Cornu em seu helicóptero rudimentar de 1907, no biplano Voisin, modificado por Henri Farman e usado para efetuar o primeiro voo circular de 1 km da Europa em janeiro de 1908. O bloco desse motor era de alumínio fundido com cilindros de aço removíveis. Os motore Antoinette de Levavasseur apresentavam características avançadas, incluindo injeção eletrônica e refrigeração a vapor.
Levavasseur começou seus experimentos na área de construção de aviões em 1906, quando sua empresa foi contratada para construir um avião para o capitão Ferdinand Ferber. Em 1908 Blériot tentou dissuadir os diretores da Antoinette de se tornarem fabricantes de aviões, temendo que eles competissem por clientes. Blériot deixou a companhia quando quando seu pedido foi ignorado.

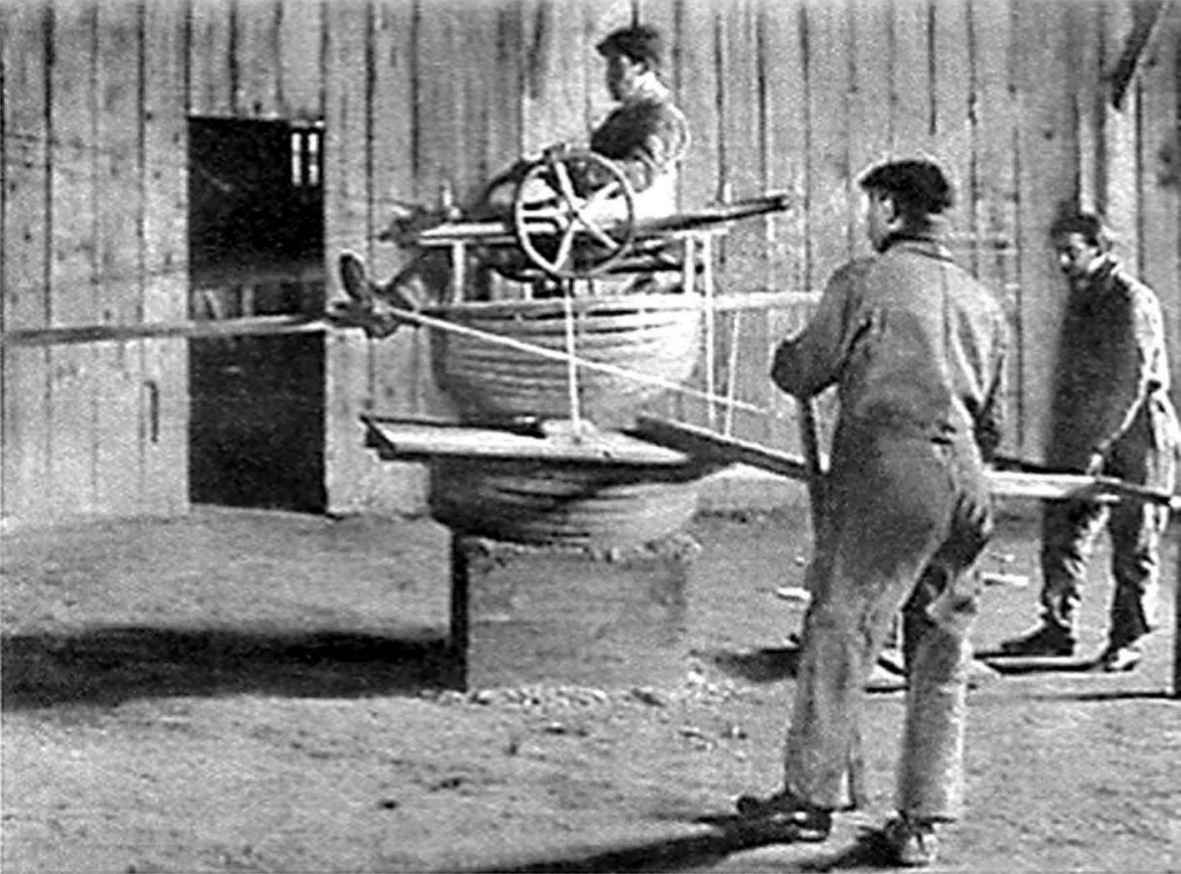
O "simulador de voo" da Antoinette, em 1909, um dos primeiros do Mundo.

No início de 1909, a Antoinette trabalhou com o Exército Francês em Châlons para efetuar os primeiros testes militares com aviões, uma escola de pilotagem e uma oficina. A escola incluía o "treinador Antoinette", um simulador de voo rudimentar, composto de uma metade de um barril montada sobre uma junta universal, com "controles de voo", polias e tábuas imitando asas, para permitir ao piloto manter o equilíbrio enquanto os instrutores aplicavam forças externas.
Um dos seus primeiros alunos foi o aventureiro  Hubert Latham, que logo se tornou o principal instrutor da companhia. Seus alunos em 1909 incluíam: Marie Marvingt, primeira mulher a voar em missões de combate e estabelecer o serviço de "ambulância aérea" ao redor do Mundo, e também Afonso, Duque de Galliera, primo do Rei Alfonso XIII da Espanha e primeiro piloto militar espanhol.

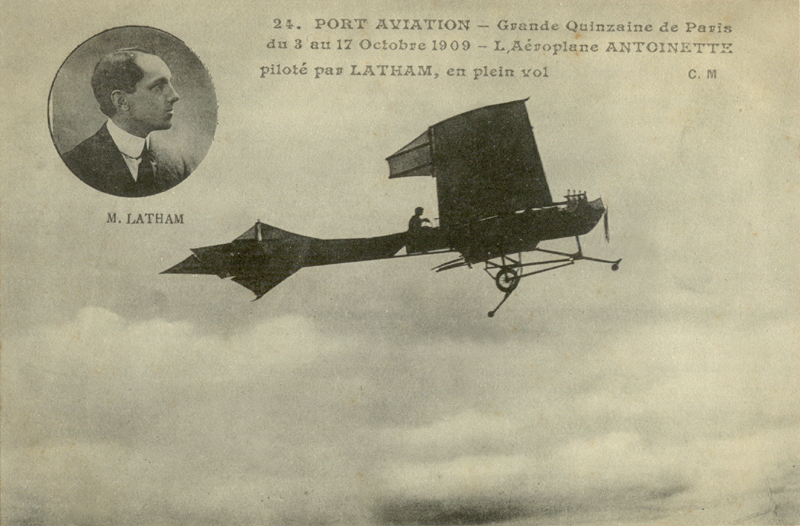
Hubert Latham no seu Antoinette VII - Paris, 1909.

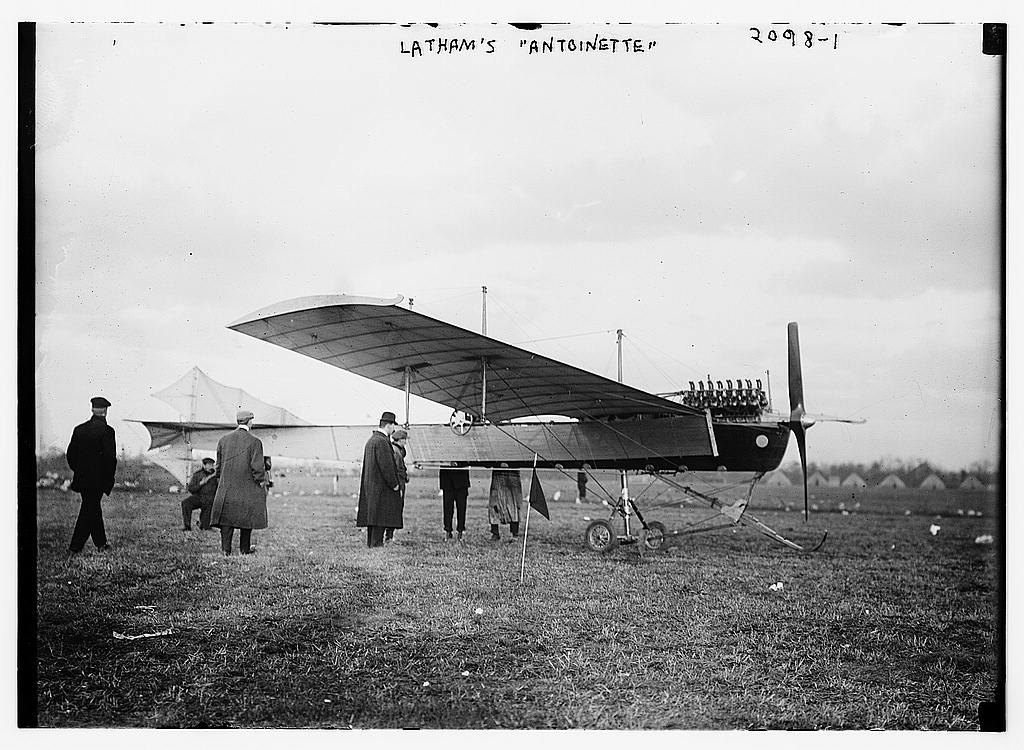
Um avião Antoinette com motor V16.

Na primavera de 1909, Latham fez vários voos impressionantes. Esses voos convenceram Levavasseur que Latham poderia cruzar o Canal da Mancha em um avião Antoinette, e vencer o prêmio Daily Mail criado para incentivar esse feito. Latham fez duas tentativas de cruzar o canal em julho de 1909, ambas sem sucesso devido a falhas nos motores quando ele já estava sobre o canal.[carece de fontes?]
Entre as duas tentativas de Latham, o antigo vice-presidente da Antoinette, Blériot, conseguiu efetuar a travessia usando seu próprio avião usando um motor Anzani W3 mais simples e confiável de 25 hp refrigerado à ar e uma hélice Chauvière mais eficiente.
Os esforços de Latham para promover os produtos Antoinette tiveram maior sucesso na Grande Semaine d'Aviation de la Champagne, entre 22 e 29 de agosto de 1909 em Reims, França, onde ganhou o prêmio ed altitude e ficou em segundo na competição de velocidade, conquistou o terceiro lugar na Copa Gordon Bennett para aviões, e no evento Grand Prix, para o voo mais longo e ininterrupto em circuito fechado, obteve o segundo lugar com um modelo Antoinette IV e o quinto com o modelo Antoinette VII.
Na corrida da  Copa Gordon Bennett para aviões de 1910 em Belmont Park, Estados Unidos, Latham voou um Antoinette VII equipado com motor V16 de 100 hp.
Levavasseur deixou a Antoinette em novembro de 1909, logo depois de Gastambide. Gastambide e Levavasseur retornaram à companhia em março de 1910, Gastambide como presidente e diretor de operações, e Lavavasseur como diretor técnico.
Depois do retorno de Levavasseur, ele projetou o Antoinette monoplano militar, um monoplano mais esguio com asas em cantiléver, que acabou sendo rejeitado pelos militares. A Antoinette entrou em processo de falência logo depois disso.

## Produtos

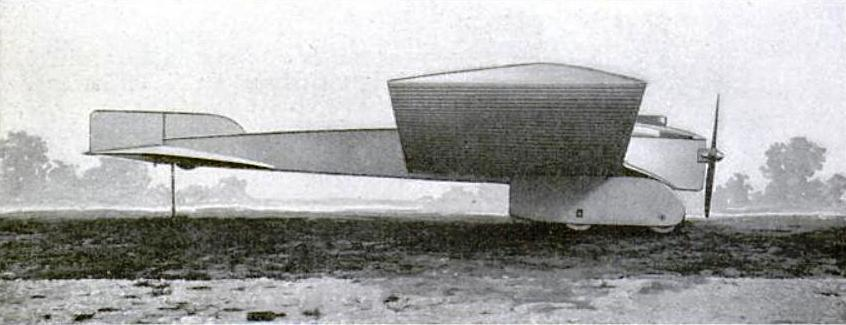
Um Antoinette monoplano militar de 1911.

### Aviões
- Antoinette I - 1907, não chegou a ser concluído. 	[carece de fontes?]
- Antoinette II - Fevereiro de 1908 - conhecido também como Gastambide-Mengin II.[carece de fontes?]
- Antoinette III - 1908 - biplano projetado por Ferdinand Ferber, também chamado de Ferber IX.[carece de fontes?]
- Antoinette IV - 1908 - monoplano monomotor e monoposto com ailerons frontais.[carece de fontes?]
- Antoinette V - 20 de Dezembro de 1908 - variante do Antoinette IV com arqueamento das asas no lugar de ailerons.[carece de fontes?]
- Antoinette VI - 1909 - variante do Antoinette V com ailerons verdadeiros (mais tarde convertido para arqueamento das asas)[carece de fontes?]
- Antoinette VII - 1909 - outro desenvolvimento do Antoinette IV com motor maior e arqueamento das asas.[carece de fontes?]
- Antoinette VIII - 1909 - outro desenvolvimento do Antoinette IV com motor maior e arqueamento das asas.[carece de fontes?]
- Antoinette monoplano militar - 1911 - desenvolvimento militar proposto para o Antoinette IV.[carece de fontes?]